# Ulysses Bertholdo
Ulysses Bertholdo, dit Toco, né le 30 juillet 1969 à Farroupilha (RS), est un pilote de rallye brésilien.

## Biographie
Il commence la compétition automobile en 1991, dans la spécialité des rallyes de régularité.
L'une de ses plus importantes victoires sportives est la conquête du titre continental sud-américain en catégorie N4 (actuelle classe 3).
Il a aussi obtenu une autre victoire remarquée, en épreuve spéciale du WRC dans la catégorie Production.

## Palmarès(au 31/12/2013)

### Titres
(16 titres nationaux)
- Coupe sudaméricaine des rallyes de vitesse : 1998 (Gr.N3), et 2004 (Gr. N4);
- Quinze fois Champion du Brésil des rallyes de vitesse  en Groupe N, entre 1992 et 2013 (champion Gaúcho la même année, sur Mitsubishi Lancer Evo X);
- Champion du Brésil de rallye cross-country (rallye-raid), en 2000 (catégorie Diesel);
- Champion de Coupes Bajas, en 2000 (catégorie Diesel) et 2004 (catégorie Production);
- Champion du Brésil des rallyes de régularité, en 1993;

### Victoires notables
- Rallye de Curitiba, en 2004 et 2005 sur Mitsubishi Lancer Evo;

## Récompenses
- Six fois (record pour la discipline du rallye) Casque d'Or (pt) de la revue brésilienne spécialisée Racing (pt): 1998 (2e édition) , 2000, 2003, 2004, 2010 et 2013;
  - Casque d'argent: 2007.